# Reykjasúla
Reykjasúla är ett berg i republiken Island. Det ligger i regionen Austurland, 400 km öster om huvudstaden Reykjavík. Toppen på Reykjasúla är 788 meter över havet.
Runt Reykjasúla är det mycket glesbefolkat, med 2 invånare per kvadratkilometer. Närmaste större samhälle är Neskaupstaður, nära Reykjasúla. Trakten runt Reykjasúla består i huvudsak av gräsmarker.